# Fighting Force
Fighting Force (in Japan auch bekannt als „Metal Fist“) ist ein Videospiel der Firma Core Design. Es erschien 1997 im Vertrieb von Eidos Interactive für die PlayStation.
Im Unterschied zu 2D-Beat-’em-ups wie Double Dragon oder Final Fight, in denen die Richtung meist vorgegeben ist (von links nach rechts), kann man sich in Fighting Force freier bewegen, da das Spiel in 3D gehalten ist und sogar einige Kameraschwenks bietet. Die Level sind dennoch linear, da sie selbst keine beliebigen Abzweigungen bieten und der Spieler nach und nach von Bildschirm zu Bildschirm vordringt; allerdings kann man sich innerhalb der Levels teilweise zwischen zwei verschiedenen Routen entscheiden. Es gibt einen 2-Spieler-Modus und die Möglichkeit, verschiedene Waffen zu verwenden, wie zum Beispiel Stahlrohre, Pistolen oder zerbrochene Glasflaschen, indem man diese in der (teilweise zerstörbaren) Umgebung findet oder seinen Gegnern im Kampf abnimmt.
Es folgten Umsetzungen für Nintendo 64 und Microsoft Windows sowie die weniger erfolgreiche Fortsetzung „Fighting Force 2“ für PlayStation und Dreamcast. In Teil 2 gab es außerdem keinen Mehrspieler-Modus mehr.
Ein vergleichbares neueres Spiel ist Final Fight: Streetwise.
Die PlayStation-Version von Fighting Force wurde Ende 2009 für PSP und PS3 im US-PlayStation Network wiederveröffentlicht. Seit dem 21. September 2011 ist das Spiel auch im europäischen PlayStation Store als PSOne Classic erhältlich.

## Bewertungen
- Die Zeitschrift Video Games vergab in Ausgabe 11/1997 die Gesamtwertung „78 %“ für die PlayStation-Version (Grafik: 79 %, Musik: 77 %, Soundeffekte: 70 %).